# Achsensprung (Film)

Diese Illustration zeigt die Achse zwischen den beiden Personen und den 180°-Bogen, auf dem Kameras platziert werden können (grün). Wenn zwischen dem grünen und dem roten Bogen geschnitten wird, tauschen die Personen auf dem Bildschirm scheinbar Position und Blickrichtung.

Ein Achsensprung ist ein Filmschnitt, mit dem die Beziehungsachse der Figuren oder Gruppen übersprungen wird. Blickachsen
oder Beziehungsachsen zwischen den Akteuren untereinander oder dem Point of Interest des Protagonisten bilden eine gedachte Linie. Auf die Leinwand projiziert, stellt diese Linie eine „links-rechts-“ und „oben-unten-Beziehung“ zwischen den Akteuren dar. Mit Achsensprung bezeichnet man einen Schnitt, bei dem sich dieses Verhältnis umkehrt. Ein Achsensprung kann beim Zuschauer Desorientierung verursachen, da die Anordnung und Blickrichtung der Akteure im Frame sich relativ zum Zuschauer zu verändern scheint. Es wird zwischen Seitenachsensprung und dem Höhenachsensprung unterschieden. Letzterer wird als weniger desorientierend vom Zuschauer empfunden, da die Leinwand weniger hoch als breit ist. 
Aktionsachse (Handlungsachse)
ist die gedachte Linie, in deren Richtung sich die Handlung oder das Inertialsystem der Filmwelt bewegt. Bei einer Autofahrt zum Beispiel ist die Aktionsachse so stark, dass die Beziehungsachsen an Bedeutung verlieren. Die Orientierung bleibt trotz eventuellem Achsensprung bewahrt. Wenn man aus der Fahrerseite filmt, bewegt sich die Landschaft scheinbar von rechts nach links; filmt man aus der Beifahrerseite, bewegt sie sich scheinbar von links nach rechts. Diese Änderung der Bewegungsrichtung ist aber nicht irritierend. Analog werden zwei Autos, die bei einer Parallelmontage in die gleiche Richtung fahren (oft von links nach rechts, weil das unserer Leserichtung entspricht), als einander verfolgend wahrgenommen; wenn eines jedoch von links nach rechts und das andere von rechts nach links fährt, erwartet der Zuschauer einen Zusammenstoß.
Im Continuity Editing des klassischen Hollywoodkinos wird der Achsensprung als Fehler betrachtet und dementsprechend vermieden. 
Der Grundsatz, Achsensprünge zu vermeiden, wird 180-Grad-Regel genannt.

## Bewusster Achsensprung
In manchen Fällen kann ein bewusster Achsensprung auch Stilmittel sein, um beispielsweise Verwirrung oder einen Kippmoment zu symbolisieren; Stanley Kubrick wird in diesem Zusammenhang häufig genannt. In Werbespots werden Achsensprünge oft verwendet, um einen rasanten Effekt zu bewirken. Bekannt ist auch eine Szene aus Herr der Ringe, in welcher Sméagol mit sich selbst spricht. Da er mit den Schnitten wechselnd von der einen zur anderen Seite spricht (Achsensprung), entsteht der Eindruck zweier gleich aussehender Personen, womit der gespaltene Charakter der Figur unterstrichen wird.

## Achsenwechsel
Im Gegensatz zum Achsensprung handelt es sich hierbei um eine Bewegung der Kamera (Steadicam oder einer Dollyfahrt) über die Achse oder um eine Änderung der Bewegungsachse bzw. der Blickrichtung der Figuren, wodurch eine neue Achse definiert wird. Der Achsenwechsel wird vom Zuschauer nicht als störend wahrgenommen, weil sich die Bewegung fließend vollzieht. Diese Bewegung wird mitunter auch als Crab bezeichnet. Außerdem kann ein Zwischenschnitt in eine Totale eine Achsenüberschreitung möglich machen, da so die räumliche Anordnung der Akteure für den Zuschauer deutlich wird, oder der Zwischenschnitt auf einen Closeup, da sich der Betrachter danach wieder neu räumlich orientiert.

## Achsen im Film
- Die Handlungsachse gibt die Hauptrichtung der Handlung an. Meist ist sie die Verbindung der Akteure, bei einer Fußballübertragung die Verbindung der Tore.
- Die Blickachse gibt die Blickrichtung und den Blickwinkel (Verhältnis zwischen der Höhen- und Seitenachse) der Figuren an. Bei Gesprächen ist darauf zu achten, dass sich die Figuren anschauen, was bedeutet, dass, wenn eine Figur in einem Bild nach links oben schaut, der Gesprächspartner im anderen Bild (Gegenschuss) nach rechts unten schaut. Diese Richtungen und die beiden Winkel sollten nicht verändert werden, solange sich die reale Blickrichtung bzw. der Standpunkt der Figuren nicht ändert.
- Die Kameraachse ist die „Blickrichtung“ der Kamera. Bei einer subjektiven Perspektive (Point of View) ist sie mit der Blickachse identisch.